# Esporões
Esporões ist eine Gemeinde im Norden Portugals.

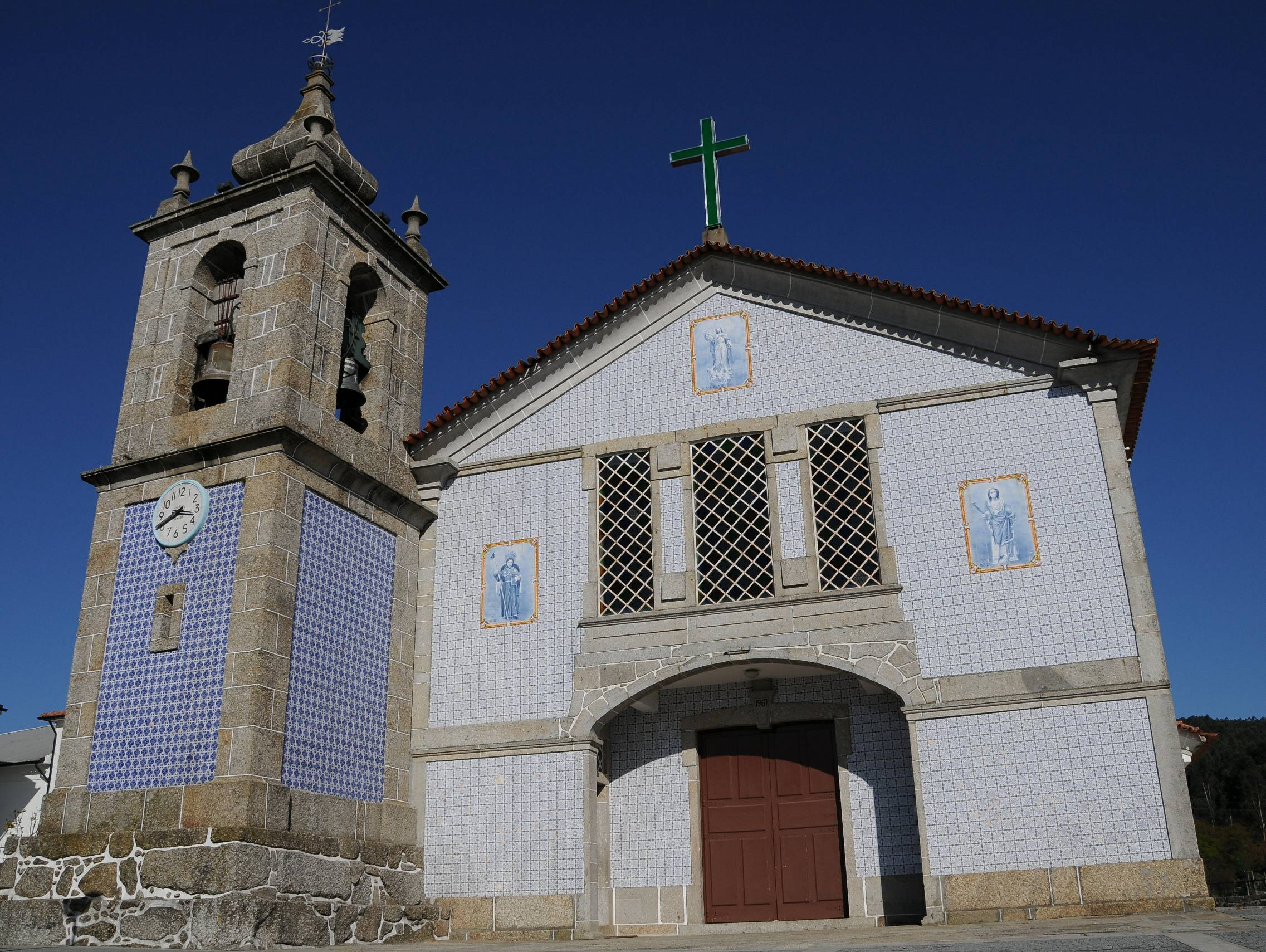
Kirche von Esporões

Esporões gehört zum Kreis Braga im gleichnamigen Distrikt Braga, besitzt eine Fläche von 4,7 km² und hat 1713 Einwohner (Stand 19. April 2021).